# Werner Keller (Autor)
Werner Keller (* 13. August 1909 in Gut Nutha (Anhalt); † 29. Februar 1980 in Ascona) war ein deutscher Verwaltungsbeamter, Journalist, Sachbuchautor und Widerstandskämpfer gegen den Nationalsozialismus.

## Leben

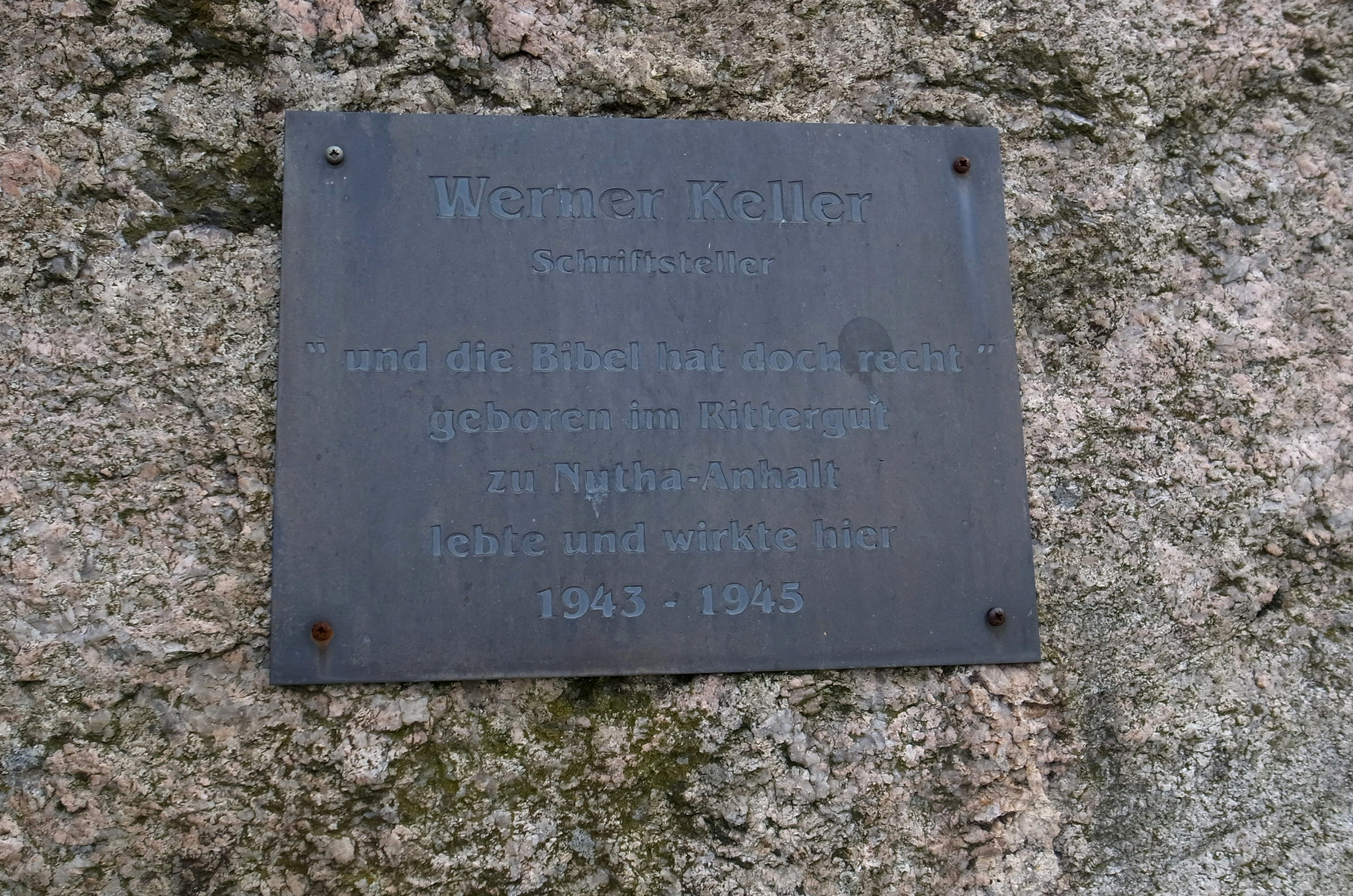
Gedenktafel in Tochheim

Werner Keller studierte Maschinenbau und Medizin, dann Jurisprudenz in Berlin, Zürich, Rostock (Sommersemester 1930) und Jena. Keller trat zum 1. März 1932 der NSDAP bei (Mitgliedsnummer 1.233.119). Im Jahr 1933 wurde er in Jena zum Doktor der Rechtswissenschaft promoviert. In der Zeit des Nationalsozialismus schrieb er Zeitungsbeiträge über versunkene Kulturen.
Als leitender Mitarbeiter in Albert Speers Rüstungsministerium rettete er zahlreichen Juden das Leben. Keller plante ein tollkühnes Attentat auf Hitler und organisierte in Berlin eine Widerstandsgruppe, die 1945 sogar kurzzeitig einen Schwarzsender gegen die Nazis betrieb.
Er wurde vom Volksgerichtshof zum Tod durch den Strang verurteilt. Im Februar 1945 erreichte er mit Hilfe hochgestellter Freunde in letzter Minute vor der geplanten Hinrichtung eine Verlegung ins Fort Zinna, das Wehrmachtgefängnis Torgau. Möglicherweise half dabei Bestechungsgeld. Keller wurde Ende April dort von amerikanischen Truppen (69. US-Infanteriedivision) befreit.
Nach dem Zweiten Weltkrieg war er zunächst als Journalist und wissenschaftlicher Publizist in Hamburg tätig. Er arbeitete unter anderem für den Nordwestdeutschen Rundfunk, Die Welt, Die Zeit und Illustrierte wie Stern und Neue Illustrierte. Hierbei benutzte er auch das Pseudonym Norman Alken. Sein 1955 erstmals erschienenes Buch Und die Bibel hat doch recht erreichte in Deutschland eine Auflage von mehreren Millionen Exemplaren und wurde in mehr als 20 Sprachen übersetzt. Es blieb sein bekanntestes und erfolgreichstes Buch. 1977 wurde auf dessen Grundlage der Dokumentarfilm … und die Bibel hat doch recht von Harald Reinl veröffentlicht.

## Schriften
- Der Untergang des Anfechtungsrechts der Ehelichkeit gemäß § 1593 BGB durch Verzicht und Anerkennung. Triltsch, Würzburg 1934, zugl. Jena, Univ., Diss., 1933 (40 Seiten)
- Und die Bibel hat doch recht. Econ Verlag, Düsseldorf 1955. Neubearbeitet und mit einem Nachwort versehen von Joachim Rehork, Ullstein, Berlin 2009, ISBN 978-3-548-37246-4
- Ost minus West = Null. Droemer Knaur, München 1960.[5]
- Und die Bibel hat doch recht – in Bildern. Econ, Düsseldorf 1963. (Platz 1 der Spiegel-Bestsellerliste vom 16. bis zum 29. Oktober 1963)
- Und wurden zerstreut unter alle Völker – Die nachbiblische Geschichte des jüdischen Volkes. Droemer Knaur, München 1966, ISBN 978-3-426-04570-1.[6]
- Denn sie entzündeten das Licht. Geschichte der Etrusker – die Lösung eines Rätsels. Droemer Knaur, München/Zürich 1970; Taschenbuchausgabe 1974, ISBN 3-426-00352-X. (Platz 1 der Spiegel-Bestsellerliste in den Jahren 1970 und 1971)
- Was gestern noch als Wunder galt. Die Entdeckung geheimnisvoller Kräfte des Menschen. Droemer Knaur, München/Zürich 1973, 1979, ISBN 3-426-03436-0.